# Ostašov
Ostašov (jinak též Hostašov, dříve i Nová Ves) je obec v okrese Třebíč v Kraji Vysočina. Žije zde 187 obyvatel.
Ostašov se nachází necelých 10 km od Třebíče, převážně jihovýchodním směrem, prochází jím silnice z Petrůvek do Lipníka.
Sousedními obcemi sídla jsou Výčapy, Jaroměřice nad Rokytnou, Petrůvky, Lipník a Klučov.

## Geografie
Ze západu na východ vede přes území obce silnice z Petrůvek do Lipníka, podél východní hranice území obce vede užitková silnice do průmyslového areálu ve Dvoře Lhota. Na sever i na jih ze zastavěného území obce vychází užitkové polní cesty na jih i na sever.
Většina území obce je využívána zemědělsky, na západním okraji území obce se však nachází lesy Tála a Bařina a severněji i Studenčný. Těsně za severní hranicí území obce se nachází velký Horní les, který se už nachází pod Klučovskou horou. Mírně zalesněná je i oblast na jihu území obce u rybníka Panenka, těsně za jižní hranicí obce je les Brda. Malá lesní školka se nachází i těsně za severním okrajem zastavěného území obce. Na východním okraji zastavěného území obce se nachází malý zemědělský areál. 
Na severním okraji zastavěného území obce se nachází rybník Louže, z kterého vytéká zatravněná část potoka Brda, která na západním okraji území obce již teče po povrchu dále na jih a tvoří velkou část západní hranice území obce. Na jihozápadním okraji území obce se do potoka Brda vlévá nepojmenovaný potok, který vytéká z rybníka Panenka a tvoří část jižní hranice území obce. 
Území obce je poměrně rovinaté, nadmořská výška se pohybuje mezi cca 500 a 525 metry nad mořem, nejvyšším bodem je Hanákův kopec (529 m) východně od zastavěného území obce. Těsně za severním okrajem území obce se nachází nepojmenovaný vrchol v Horním lese. 
Zastavěná část území obce se nachází na západním okraji území obce, severně od obce stojí malá samota s několika domy. 
U rybníka Louže se nachází významný strom Lípa svobody a demokracie.

## Historie
První písemná zmínka o obci pochází z roku 1716, kdy byla založena Františkem Josefem, svobodným pánem z Ostašova (a po něm i pojmenována) na místě dříve zaniklé vesnice Lhota.
Ostašov byl dlouhou dobu spojen s Lipníkem, v roce 1637 získal Lipník Ondřej z Ostašova a pak získal panství Mikuláš z Ostašova a posléze Jan Baptista z Ostašova. Po něm získala panství jeho sestra Anna, soudil se s ní však její bratr Ondřej Křištof z Ostašova a majetky mu byly přiděleny, jeho synové pak v roce 1760 prodali panství Rudolfovi Chotkovi. V roce 1836 pak získal statek v Lipníku Jiří Šimon Sina, ten pak v roce 1847 spojil panství hrotovické a myslibořické. Jeho dcera pak byla nucena prodat spojená panství Antonu Dreherovi z Vídně.
V roce 1960 byl v obci založen sbor dobrovolných hasičů, roku 1974 byl postaven kulturní dům a v roce 1978 pak nová hasičská zbrojnice. V roce 2016 byl obci udělen znak a prapor.
Do roku 1849 patřil Ostašov do myslibořického panství, od roku 1850 patřil do okresu Moravský Krumlov, mezi lety 1938 a 1935 do okresu Moravské Budějovice a pak od roku 1945 do okresu Třebíč. Mezi lety 1850 a 1919 patřil Ostašov pod Lipník a mezi lety 1980 a 1990 byla obec začleněna opět pod Lipník, následně se obec osamostatnila.
| Rok            | 1869 | 1880 | 1890 | 1900 | 1910 | 1921 | 1930 | 1950 | 1961 | 1970 | 1980 | 1991 | 2001 | 2011 |
| Počet obyvatel | 189  | 168  | 164  | 176  | 164  | 175  | 184  | 175  | 185  | 164  | 146  | 140  | 131  | 139  |

## Politika

### Místní zastupitelstvo
V listopadu 2016 rezignovalo 3 ze 7 zastupitelů obce a obec tak byla nucena na únor vyhlásit nové volby do zastupitelstva obce. Volby pak proběhly 4. února 2017.

### Volby do Poslanecké sněmovny
|       | 2006               | 2010               | 2013               | 2017               | 2021               |
| ----- | ------------------ | ------------------ | ------------------ | ------------------ | ------------------ |
| 1.    | ČSSD (40,78 %)     | ČSSD (34,11 %)     | ČSSD (26,96 %)     | ANO (23,17 %)      | ANO (34,09 %)      |
| 2.    | ODS (22,36 %)      | ODS (20,0 %)       | ANO 2011 (20,22 %) | ČSSD (13,41 %)     | SPOLU (23,86 %)    |
| 3.    | KSČM (15,78 %)     | TOP 09 (11,76 %)   | KSČM (16,85 %)     | KSČM (13,41 %)     | SPD (15,9 %)       |
| účast | 69,09 % (76 z 110) | 78,90 % (86 z 109) | 75,42 % (89 z 118) | 70,69 % (82 z 116) | 84,26 % (91 z 108) |

### Volby do krajského zastupitelstva
|      | 1.             | 2.                    | 3.                          | účast              |
| ---- | -------------- | --------------------- | --------------------------- | ------------------ |
| 2000 | SV (27,77 %)   | 4KOALICE (25 %)       | ODS (19,44 %)               | 36,11 % (39 z 108) |
| 2004 | SNK (26,66 %)  | ODS (23,33 %)         | KSČM (23,33 %)              | 28,57 % (30 z 105) |
| 2008 | ČSSD (38,59 %) | KSČM (21,05 %)        | ODS (17,54 %)               | 51,82 % (57 z 110) |
| 2012 | ČSSD (29,09 %) | KSČM (18,18 %)        | Pro Vysočinu (10,9 %)       | 50,86 % (59 z 116) |
| 2016 | ČSSD (16,32 %) | SPD+SPO (16,32 %)     | ODS (12,24 %)               | 43,75 % (49 z 112) |
| 2020 | ANO (20 %)     | ČSSD (15 %)           | SPD (13,33 %)               | 56,88 % (62 z 109) |
| 2024 | ANO (41,66 %)  | ODS+TOP 09+STO (20 %) | SPD+Trikolora+PRO (18,33 %) | 56,07 % (60 z 107) |

### Prezidentské volby
V prvním kole prezidentských voleb v roce 2013 první místo obsadil Miloš Zeman (26 hlasů), druhé místo obsadil Jiří Dienstbier (25 hlasů) a třetí místo obsadil Karel Schwarzenberg (17 hlasů). Volební účast byla 77,78 %, tj. 91 ze 117 oprávněných voličů. V druhém kole prezidentských voleb v roce 2013 první místo obsadil Miloš Zeman (52 hlasů) a druhé místo obsadil Karel Schwarzenberg (36 hlasů). Volební účast byla 75,86 %, tj. 88 ze 116 oprávněných voličů.
V prvním kole prezidentských voleb v roce 2018 první místo obsadil Miloš Zeman (43 hlasů), druhé místo obsadil Jiří Drahoš (24 hlasů) a třetí místo obsadil Marek Hilšer (8 hlasů). Volební účast byla 77,88 %, tj. 88 ze 113 oprávněných voličů. V druhém kole prezidentských voleb v roce 2018 první místo obsadil Miloš Zeman (50 hlasů) a druhé místo obsadil Jiří Drahoš (40 hlasů). Volební účast byla 81,98 %, tj. 91 ze 111 oprávněných voličů.
V prvním kole prezidentských voleb v roce 2023 první místo obsadil Andrej Babiš (34 hlasů), druhé místo obsadil Petr Pavel (24 hlasů) a třetí místo obsadila Danuše Nerudová (19 hlasů). Volební účast byla 86,92 %, tj. 93 ze 107 oprávněných voličů. V druhém kole prezidentských voleb v roce 2023 první místo obsadil Andrej Babiš (48 hlasů) a druhé místo obsadil Petr Pavel (44 hlasů). Volební účast byla 85,19 %, tj. 92 ze 108 oprávněných voličů.

## Osobnosti
- František Vávra (* 1939), kronikář